# Heongyeong di Joseon
Heongyeong (헌경?, 獻敬?; Hanseong, 6 agosto 1735 – Hanseong, 13 gennaio 1816) è stata una principessa di Joseon.
Anche nota come dama o principessa Hyegyeong (혜경궁 풍산 홍씨?, 惠慶宮 豊山 洪氏?), nel 1903 l'imperatore Gojong le conferì il titolo postumo di "imperatrice virtuosa Heongyeong" (헌경의황후?, 獻敬懿皇后?).
È autrice del libro di memorie Hanjungnok (한중록?, 恨中錄?), che scrisse dal 1795 al 1805 e nel quale narrò la propria vita e gli eventi attorno alla malattia del principe Sado. Considerato un importante spaccato della vita dei tempi, alcuni storici ritengono tuttavia che i fatti siano stati distorti per proteggere la famiglia Hong, facente parte del partito Noron che si opponeva a Sado, e riabilitarla agli occhi di re Sunjo.

## Biografia

### Nascita e ingresso a palazzo
Heongyeong nacque nel 1735, seconda figlia dello studioso Hong Bong-han del bon-gwan Hong di Pungsan e di sua moglie, la dama Yi del bon-gwan Yi di Hansan. Nella propria autobiografia, ricorda di essere stata molto legata ai genitori, di aver dormito nella loro stanza e di aver tenuto compagnia alla madre durante l'isolamento in seguito alla nascita del fratello, Hong Nak-sin. Imparò a leggere e scrivere lo hangeul da una zia acquisita, la dama Shin degli Shin di Pyeongsan.
Nel 1744, un editto reale richiese che le famiglie con figlie idonee presentassero i loro nomi per la selezione della sposa del principe ereditario Yi Seon, passato alla storia come principe Sado. La dama Yi era restia all'idea di inviare la figlia di nove anni, ma il marito insistette, e, siccome gli Hong non erano abbastanza facoltosi, la madre di Heongyeong realizzò gli abiti per la presentazione a corte cucendo insieme dei vestiti vecchi. Essendo molto giovane, Heongyeong dubitava di poter superare la selezione con successo, ma venne convocata per un colloquio privato con la madre e la sorella maggiore del principe ereditario e, alla seconda fase della selezione, re Yeongjo si rivolse a lei chiamandola "splendida nuora".
Per un mese, Heongyeong si trasferì in un padiglione fuori dal palazzo per apprendere l'etichetta necessaria dai genitori e dal personale di palazzo. Il matrimonio con il principe suo coetaneo avvenne nel primo mese del 1744 durante una cerimonia che durò sette giorni. Grazie alle nozze, gli Hong di Pungsan acquisirono prestigio e Hong Bong-han riuscì finalmente a superare l'esame di Stato dopo trent'anni, ricoprendo varie posizioni importanti che lo resero una figura chiave nel partito Noron.
Il matrimonio fu consumato nel 1749, nello stesso mese in cui il principe raggiunse la maggiore età di 14 anni. Heongyeong diede alla luce il principe Uiso nel 1750, che però morì nel 1752; tuttavia, verso la fine dello stesso anno, ebbe un secondo figlio, Yi San, che fu accolto con gioia dalla corte. Seguirono due principesse, Cheongyeon e Cheongseon, nel 1754 e nel 1756. Tra i due maschi, e tra Yi San e Cheongyeong, ebbe due aborti spontanei.

### Malattia del principe Sado
Già nel 1745 il principe Sado aveva iniziato a manifestare strani comportamenti, a volte perdendo conoscenza. Nel corso degli anni i sintomi si acuirono, dando segno di una grave malattia mentale: Sado aveva paura dei tuoni, non riusciva a parlare di fronte al padre e a volte esprimeva il desiderio di morire, e nel 1756, dopo un litigio con il genitore, rovesciò una candela nella foga di rimproverare un funzionario, scatenando un incendio che rase al suolo diversi edifici.
Nel 1757, Heongyeong fu criticata aspramente dal re Yeongjo quando questi scoprì che Sado aveva avuto una figlia con una dama di corte e che la moglie lo aveva aiutato a tenerlo nascosto. In seguito, Heongyeong collaborò alla fuga della donna dal palazzo, travestendola e nascondendola a casa della cognata, la principessa Hwawan. Nel sesto mese dello stesso anno, quando Sado decapitò un eunuco e picchiò le dame di corte, Heongyeong si rivolse alla suocera, Yeongbin Yi, affermando che il marito fosse peggiorato, ma la persuase a non affrontare l'argomento con il figlio, temendo per la propria incolumità se Sado avesse scoperto che ne aveva parlato ad altri. Nel 1760, Sado ferì la moglie colpendola al viso con una scacchiera del go e l'estensione del livido le impedì di partecipare alla cerimonia per il trasferimento di residenza del re.
Nel 1762, il principe convocò Heongyeong, chiedendole di portargli il cappello del figlio da indossare in presenza di re Yeongjo, ma lei consegnò a Sado il suo. Quando giunse notizia che il re aveva ordinato a Sado di uccidersi rinchiudendosi in una cesta per il riso, Heongyeong tentò di togliersi la vita con un paio di forbici, ma fu fermata. Lo stesso giorno, suo fratello maggiore arrivò con un editto che intimava di scortarla a casa di Hong Bong-han: Yeongjo aveva infatti destituito Sado dalla carica di principe ereditario, riducendolo a uomo comune con tutta la sua famiglia. Fu in seguito raggiunta dalle figlie, da Yi San e dalla consorte di questi. Dopo otto giorni di reclusione, il principe Sado fu dichiarato morto e Heongyeong tornò a palazzo per i riti funebri. Fu riammessa a corte quando Yeongjo scelse Yi San come erede e le venne conferito il titolo di Hyebin (혜빈?, 惠嬪?).

### Regno di Yi San e morte
Alla morte di Yeongjo, Yi San salì al trono come re Jeongjo e conferì a Heongyeong il titolo di Hyegyeonggung (혜경궁?, 惠慶宮?). Pur essendo la madre del re e la donna più anziana della famiglia reale, non poté essere chiamata regina madre perché il principe Sado non era diventato re; inoltre, siccome Jeongjo era stato fatto figurare nel registro di famiglia come figlio del defunto zio, il principe Hyojang, al fine di rescindere ogni legame con Sado e poter essere incoronato, legalmente Heongyeong non era sua madre e la sua posizione a corte non era ufficiale: di conseguenza, la donna a capo del Naemyeongbu risultava essere la regina Jeongsun, seconda regina di Yeongjo e di dieci anni più giovane rispetto a Heongyeong.
Nel 1795 Jeongjo organizzò una fastosa processione di otto giorni diretta alla fortezza di Hwaseong a Suwon, dove il re e Heongyeong festeggiarono il sessantesimo compleanno di lei e si recarono alla tomba di Sado, che la donna poté così visitare per la prima volta dopo trentatré anni. L'evento è considerato eccezionale in quanto qualunque donna residente al palazzo reale poteva lasciarlo solo se deposta o alla morte.
A giugno del 1800, Jeongjo morì e iniziò una faida tra gli Hong di Pungsan e i Kim di Gyeongju, bon-gwan della regina Jeongsun. Ques'ultima tentò di punire Hong Nak-im, fratello minore di Heongyeong, che per risposta iniziò uno sciopero della fame al quale si unì anche la nuora, Subin Park. Hong Nak-im fu infine accusato di tradimento e giustiziato, e Heongyeong iniziò a scrivere le proprie memorie, lo Hanjungnok, in attesa che il nipote Sunjo crescesse e ridesse lustro alla famiglia Hong.
Nel 1805, quinto anno di regno di Sunjo, la regina Jeongsun morì e Heongyeong prese il suo posto a capo del Naemyeongbu. Morì nel 1816 nel Gyeongchunjeon del palazzo Changgyeonggung: da dieci anni soffriva di colecistosi ed era stata costretta a letto per lungo tempo. Fu sepolta nella tomba Yunggeunneung di Hwaseong insieme a Sado.

## Opere
- Hanjungnok (한중록?, 恨中錄?)

 Memorie di una principessa di Corea del XVIII secolo, traduzione di Vincenza D'Urso, O barra O, 1998, ISBN 88-87510-00-8, OCLC 929644497.